# Andrej Sil'nov
Andrej Aleksandrovič Sil'nov (in russo Андрей Александрович Сильнов?; Šachty, 9 settembre 1984) è un altista russo, campione olimpico ai Giochi di Pechino 2008.

## Biografia
Andrej Sil'nov cominciò a mettersi in luce agli Europei di Göteborg 2006 centrando immediatamente l'oro. Dopo aver passato la qualificazione all'ultimo tentativo disponibile, nessuno lo considerava favorito: il pubblico dello stadio Ullevi aspettava il trionfo del beniamino di casa Stefan Holm, allora numero 1 del ranking IAAF, con il connazionale Linus Thörnblad possibile secondo.
Sil'nov e Holm diedero subito vita ad un avvincente duello, che all'altezza di 2,34 m prese inaspettatamente la strada dell'atleta russo quando Holm fallì due volte. Sil'nov superò subito quella quota portandosi in testa da solo. A causa dei due errori di Holm, il ceco Tomáš Janků, che aveva superato i 2,34 m al secondo tentativo, si inserì in seconda posizione. Sil'nov fece al primo tentativo anche i 2,36 m. Costretto alla pressione di una sfida che non era preparato a disputare, Holm cedette e non superò i 2,36 m. Per Sil'nov l'oro arrivò ufficialmente quando Janku si infortunò al secondo tentativo a 2,36 e non fu in grado di compiere il tentativo alla misura, da lui richiesta per l'ultimo tentativo, di 2,38 m.
L'anno dopo Sil'nov non riuscì a ripetere la prestazione di Göteborg ed ai Mondiali di Osaka fu solo 11º. Nel 2008, a causa del quinto posto ai trials russi, Sil'nov non avrebbe dovuto partecipare ai Giochi olimpici di Pechino, ma al meeting di Londra stabilì la migliore misura dell'anno con 2,38 m. Lo staff tecnico lo convocò all'ultimo e lui si presentò a Pechino come unico possibile rivale di Holm, che a marzo aveva conquistato a Valencia il suo quarto titolo mondiale indoor e che quattro anni prima ad Atene aveva vinto il titolo olimpico.
Ancora una volta Sil'nov riuscì ad indurre Holm ad una gara deludente, costringendolo al quarto posto, mentre l'atleta russo vinse con 2,36 m. Silnov mancò poi di poco il record olimpico a 2,42 m, ma il salto a 2,36 gli permise di battere il britannico Germaine Mason e l'altro russo Jaroslav Rybakov, entrambi fermi a 2,3 m. Lo stesso anno vinse anche alla World Athletics Final di Stoccarda, battendo nuovamente Stefan Holm, che aveva annunciato il ritiro dopo tale gara.
Ai Mondiali indoor di Istanbul 2012 conquistò la medaglia d'argento con la misura di 2,33 m.

## Palmarès
| Anno | Manifestazione   | Sede     | Evento        | Risultato | Prestazione | Note                  |
| ---- | ---------------- | -------- | ------------- | --------- | ----------- | --------------------- |
| 2005 | Europei under 23 | Erfurt   | Salto in alto | 9º        | 2,23 m      |                       |
| 2006 | Europei          | Göteborg | Salto in alto | Oro       | 2,36 m      | Record dei campionati |
| 2007 | Mondiali         | Osaka    | Salto in alto | 11º       | 2,21 m      |                       |
| 2008 | Giochi olimpici  | Pechino  | Salto in alto | Oro       | 2,36 m      |                       |
| 2012 | Mondiali indoor  | Istanbul | Salto in alto | Argento   | 2,33 m      |                       |
| 2012 | Giochi olimpici  | Londra   | Salto in alto | 12º       | 2,25 m      |                       |

## Altre competizioni internazionali
2006
- Argento alla World Athletics Final ( Stoccarda), salto in alto - 2,33 m
- Argento in Coppa del mondo ( Atene), salto in alto - 2,24 m

2008
- Oro alla World Athletics Final ( Stoccarda), salto in alto - 2,35 m